# جان وودن
جان رابرت وودن (۱۴ اکتبر ۱۹۱۰–۴ ژوئن ۲۰۱۰) بازیکن بسکتبال و مربی آمریکایی بود. وی با نام مستعار "جادوگر وست وود "، در یک دوره ۱۲ ساله به عنوان سرمربی یوسی‌ال‌ای بروینز، ده دوره قهرمانی ملی انجمن ملی ورزش‌های جمعی را از آن خود کرد، وودن هفت بار موفق به کسب جایزه معتبر هنری ایبا به عنوان مربی سال شد.

## زندگی شخصی
وودن با شخصی به نام نلی «نل» رایلی، هنگامی که دانشجوی سال یکم دانشگاه بود آشنا شد هر دو ۲۱ ساله بودند که در اوت ۱۹۳۲ در یک مراسم کوچک در ایندیاناپلیس ازدواج کردند و پس از آن در یک کنسرت برادران میلز در تئاتر دایره برای جشن گرفتن آماده شدند. این زوج صاحب یک پسر به نام‌های جیمز هیو وودن و یک دختر به نام نانسی آن موهولهاوزن شدند. نلی در ۲۱ مارس ۱۹۸۵ او براثر سرطان در ۷۳ سالگی درگذشت.
وودین تا ۲۵ سال پس از مرگ وی، تا زمان مرگ خود به یاد نلی بود. او روز ۲۱ ماه هر ماه، هنگامی که از دخمه او در مقبره دیدن می‌کرد، به یک مراسم ماهانه - اجازه سلامتی - نگاه می‌داشت، سپس نامه ای عاشقانه برای او می‌نوشت. پس از تکمیل هر نامه، او آن را در یک پاکت قرار داد و آن را به دسته ای از نامه‌های مشابه اضافه کرد که طی سالها روی بالشی که وی در طول زندگی مشترک آنها خوابیده بود، جمع شد. وودن به دلیل ضعف بینایی در ماه‌های آخر زندگی خود نوشتن نامه‌ها را متوقف کرد.
وودن در سوگ مرگ نلی با ایمان خود دلجویی کرد. او یک مسیحی بود، زیرا اعتقاداتش برای او مهمتر از بسکتبال بود: "من همیشه سعی کرده‌ام به روشنی بگویم که بسکتبال چیز پایانی نیست. در مقایسه با کل زندگی که داریم از اهمیت کمی برخوردار است. فقط یک نوع زندگی وجود دارد که به راستی پیروز می‌شود، و آن نوعی است که ایمان را به دست منجی می‌سپارد. " ایمان چوبی زندگی او را به شدت تحت تأثیر قرار داد. او روزانه کتاب مقدس را می‌خواند و در نخستین کلیسای مسیحی شرکت می‌کرد. وی اظهار امیدواری کرد که ایمان وی برای دیگران آشکار باشد: «اگر هرگز بخاطر دین خود تحت تعقیب قرار گرفتم، واقعاً امیدوارم که مدارک کافی برای محکوم کردن من وجود داشته باشد.» در یک مصاحبه در سال ۲۰۰۹، جان وودن از نظر سیاسی خود را «لیبرال دموکرات» توصیف کرد که به برخی از نامزدهای ریاست جمهوری جمهوری‌خواه رای داده بود.

## سالهای پایانی و مرگ
وودن تا سالهای پایانی زندگی از سلامت جسمی خوبی برخوردار بود. در ۳ آوریل ۲۰۰۶، او سه روز را در بیمارستان لس آنجلس گذراند و تحت درمان دیورتیکولیت قرار گرفت. وی در سال ۲۰۰۷ مجدداً به علت خونریزی در روده بزرگ در بیمارستان بستری شد، به نقل از دخترش که پدرش پس از آزادی «حال خوبی» داشت. وودن پس از سقوط در خانه اش در ۱ مارس ۲۰۰۸ در بیمارستان بستری شد. در پاییز مچ دست چپ و استخوان یقه او شکست، اما طبق گفته دخترش در شرایط خوبی باقی ماند و نظارت شبانه‌روزی به او داده شد. در فوریه ۲۰۰۹، وی به مدت چهار هفته به دلیل ذات الریه در بیمارستان بستری شد.
در تاریخ ۲۶ مه ۲۰۱۰، وودن پس از تحمل کم‌آبی در مرکز پزشکی رونالد ریگان بستری شد. وی در آنجا بستری شد و در ۹۹ سالگی در ۴ ژوئن ۲۰۱۰ به دلایل طبیعی درگذشت. پسرش، دختر، سه نوه از او به یادگار مانده‌است. به دنبال یک مراسم خصوصی، وودن به همراه همسرش نلی در مقبره ای در فضای باز در پارک یادبود فارست لاون در محله هالیوود هیلز در لس آنجلس مورد آزار و اذیت قرار گرفتند. مراسم یادبود عمومی دو هفته بعد در غرفه پاولی برگزار شد.

## نگارخانه

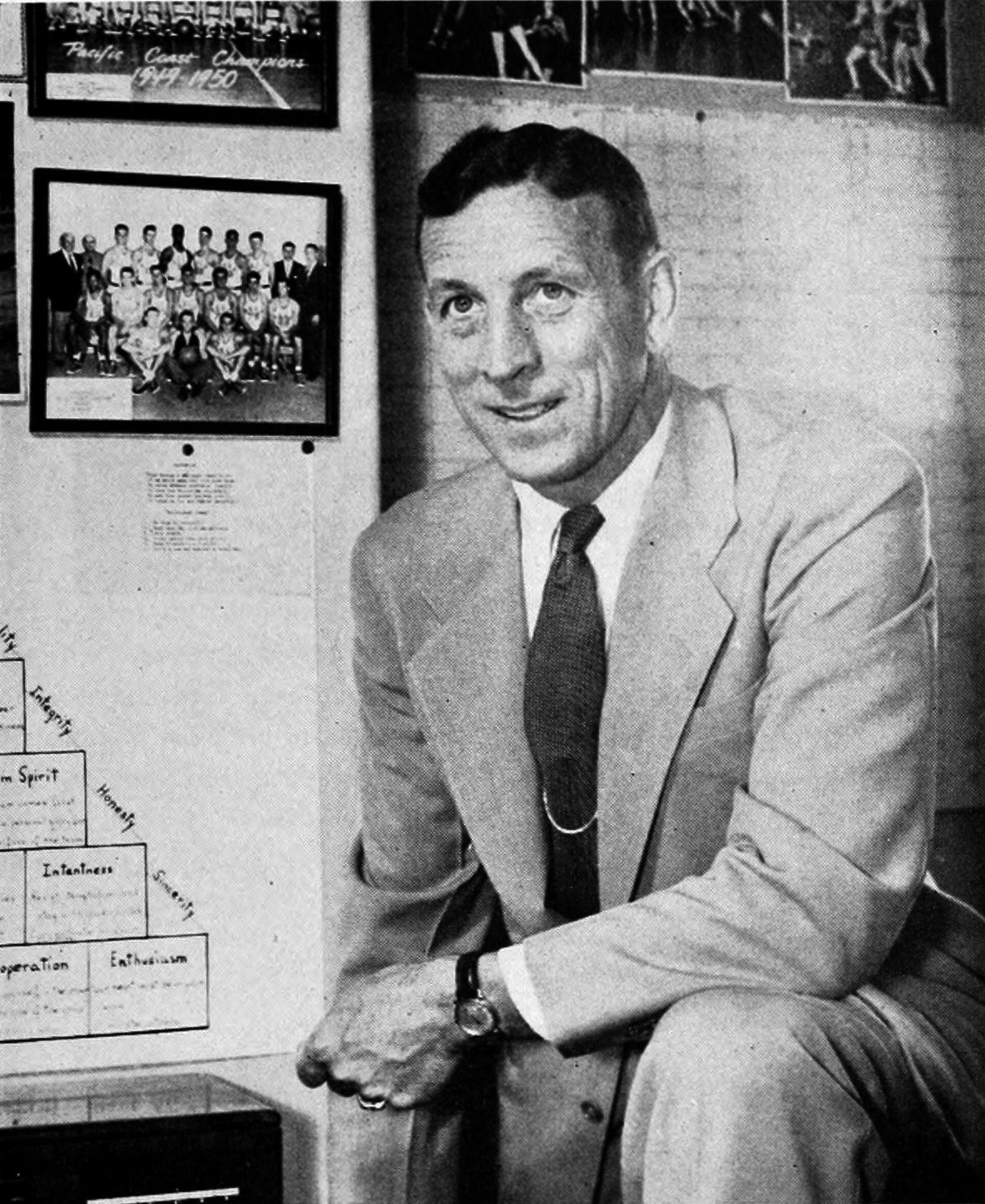
وودن در سال ۱۹۶۰
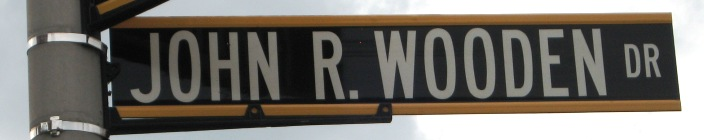
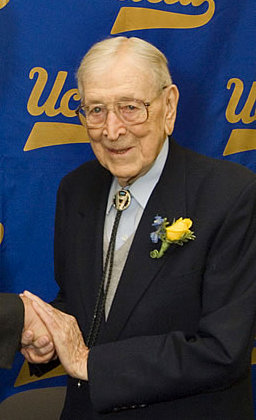
وودن در مراسمی در سالگرد تولد ۹۶ سالگی اش